# Pelobates cultripes
Il pelobate occidentale (Pelobates cultripes Cuvier, 1829) è un anfibio anuro appartenente alla famiglia dei Pelobatidi.

## Descrizione
Il pelobate occidentale è simile al pelobate fosco, ma i grossi tubercoli metatarsali (vanghe) situati alla base del 1° dito delle zampe posteriori sono neri e non marroni. La corporatura è tarchiata, con zampe posteriori corte, e la pelle sottile e relativamente liscia, con poche verruche appiattite. La testa è grande, con muso breve e arrotondato e occhi sporgenti, dalle pupille verticali; la sommità del capo non è appuntita e non sono visibili timpani né ghiandole parotoidi. Le parti superiori possono esibire colori e marcature variabili: colore di fondo perlopiù marrone, giallastro, grigio o biancastro, con macchie scure, brunastre o olivastre, a volte anche con un motivo simmetrico di bande longitudinali scure. Il lato ventrale è biancastro, in parte con macchie di colore grigio scuro. I maschi sono privi di calli nuziali e di sacche vocali. Zampe posteriori con membrane interdigitali ben sviluppate. La lunghezza è di 6-9 cm nei maschi e di 7-10 cm nelle femmine.

## Biologia
Questa specie è generalmente attiva di notte, ma nel periodo riproduttivo anche di giorno. L'accoppiamento avviene in inverno, tra ottobre e maggio, subito dopo forti precipitazioni: i maschi attirano le femmine con serie monotone di richiami e poi le cingono per la regione lombare. Vengono quindi deposte anche fino a 7000 uova, irregolarmente riunite in spessi cordoni gelatinosi che vengono fissati sott'acqua, tra la vegetazione. Le larve, lunghe al massimo 10-12 cm, sgusciano dopo 1,5-2 settimane di sviluppo a seconda della temperatura dell'acqua. Dopo 4-6 mesi compiono la metamorfosi e si spostano sulla terraferma.

## Distribuzione e habitat
Il pelobate occidentale è diffuso sulla penisola iberica, nel sud-est della Francia e lungo la costa atlantica occidentale, soprattutto a basse quote ma talvolta anche fino a 1400 m di altitudine. Vive in habitat aperti con suoli sabbiosi e facili da scavare ma spesso anche su terreni compatti, per esempio zone steppiche, campi coltivati di vario genere o sistemi dunali. Durante la stagione riproduttiva si può trovare in stagni, fossi o torrenti a corso lento ricchi di vegetazione; di giorno si nasconde sotto sassi o in tane scavate nel terreno.